# 花の拠点「はなふる」
花の拠点「はなふる」（はなのきょてん「はなふる」、英: hanafuru）は、北海道恵庭市にある庭園を中心とした観光地。道の駅や農産物直売所、観光案内所や子どものあそび場などがある。2022年に恵庭市で開催予定の全国都市緑化フェア『第39回全国都市緑化北海道フェア』のメイン会場の1つとなることが決まっている。

## 沿革
恵庭市は市民活動を中心に「花のまちづくり」が注目されているほか、道と川の駅花ロードえにわには年間100万人を超える訪問客がある。ところが、気軽に花と触れ合う場所が少ないほか、「花のまちづくり」に携わる市民の拡大や人材育成が課題となってきていた。そこで、「第2期恵庭市観光振興計画」に基づき、気軽に花と触れ合うことができ、観光客などにとって魅力あるエリアをつくることで、「花のまち恵庭」の知名度を浸透させる「花の観光拠点の整備」を計画した。拠点となる場所は、道と川の駅花ロードえにわの隣接地と旧恵庭市保健センターの敷地を合わせて整備する事とし、恵み野のオープンガーデンや隣接する漁川の河川空間と連動した拠点、恵庭の情報発信や観光拠点となる施設づくりを計画した。また、恵庭駅前にある緑と語らいの広場複合施設（愛称：えにあす）に移転した旧恵庭市保健センターの建物を改修し、花の拠点のセンターハウスとして活用することとした。
年表
- 2016年（平成28年）：「花の拠点」基本計画策定。
- 2018年（平成30年）：実施設計委託業者が高野ランドスケーププランニングに決定。パークPFIで公募していた宿泊施設の整備・運営業者が積水ハウス、道と川の駅花ロードえにわの運営管理事業者がデリシャスに決定[6]。
- 2020年（令和02年）：道と川の駅花ロードえにわがリニューアルオープンし[7]、恵庭農畜産物直売所「かのな」が移転新築してオープン[8]。愛称が「はなふる」に決定[9]。花の拠点オープン[10]。

## 利用案内
- 道と川の駅花ロードえにわ
  - 営業時間：9:00 - 18:00（4月から10月）、9:00 - 17:00（11月から3月）
  - 休館日：12月29日から1月2日
- 恵庭農畜産物直売所「かのな」
  - 営業時間：10:00 - 16:00
  - 定休日：12月29日から1月11日
- えにわファミリーガーデン「りりあ」
  - 営業時間：10:00 - 16:00（最終受付15:00）
  - 対象年齢：生後6カ月から小学6年生まで
  - 利用料金
    - 恵庭市外：こども250円（1時間）、保護者250円
    - 恵庭市内：3歳未満無料、3歳以上200円（1時間）、保護者200円
- RVパーク
  - チェックイン受付：12:00 - 17:00、チェックアウトは10:00まで
  - 電話受付：9:00 - 17:00
  - 利用料金：1泊2,500円（1台）
  - 休館日：12月29日から1月3日
- 電気自動車用電源：1回500円（30分）

## 施設
ガーデンエリアはコンセプトの異なる7つのガーデンで構成している。えにわファミリーガーデン「りりあ」にはボーネルンドの遊具を使用した4つのエリアで構成している。
ガーデンエリア
- えこりん村 キッチンガーデン（アレフ）
- グラベルガーデン（上野ファーム）
- 暮らしを恵む庭（恵庭市フラワーマスター協議会）
- プレイグラウンド（十勝千年の森）
- 大きなカステラが焼けるお庭（キノ花園計画、未季庭園設計事務所）
- ミチノモリ（イコロの森）
- 虹色の鳥（サンガーデン）

道と川の駅花ロードえにわ
恵庭農畜産物直売所「かのな」
センターハウス
- 恵庭観光案内所
- えにわファミリーガーデン「りりあ」
  - アクティブエリア
  - ボールプールエリア
  - ロールプレイエリア
  - ベビーエリア
  - 屋外エリア（冬季利用不可）

RVパーク 花ロードえにわ
- シャワールーム
- コインランドリー
- キッチン

## アクセス
- えにわコミュニティバス「道と川の駅・中島公園」バス停下車
- 新千歳空港から車で約30分
- 札幌駅から車で約45分
- 旭川駅から車で約2時間
- 帯広駅から車で約2時間20分
- 函館駅・釧路駅から車で約3時間45分